# 僕の村は戦場だった
『僕の村は戦場だった』（ぼくのむらはせんじょうだった、原題: Иваново детство、Ivanovo detstvo、「イヴァンの子供時代」の意）は、1962年制作のソ連映画。アンドレイ・タルコフスキー監督の長編第1作である。1962年のヴェネツィア国際映画祭サン・マルコ金獅子賞受賞。
作家のアルベルト・モラヴィアによる表現手法への批判に対し、サルトルが擁護の論陣を張って論争が起きたことでも知られる。日本では、ATG映画として公開された。

## ストーリー
第二次世界大戦中の独ソ戦下のソビエト、主人公はドイツ軍に両親と妹を殺された12歳の少年イワン。彼はパルチザンに入って戦ったあと、今は小さな体を生かしてソビエト赤軍の偵察任務に協力していた。
突然の銃声に悲鳴をあげながら夢から覚めたイワンは、ドイツ軍占領地に侵入し、風車小屋に身を隠しているところだった。イワンは正規兵のカタソーニチと落ち合おうとするがドイツ兵に阻まれ、単独で川を泳いで渡ってなんとか対岸のソビエト陣地へたどり着く。大隊長ガリツェフ上級中尉の部屋へ連れて来られたイワンにガリツェフが質問をするが、イワンは説明を拒み、司令部のグリズヤノフ中佐へ電話することを要求する。ガリツェフがグリズヤノフに電話すると、イワンに紙と鉛筆を与え、彼が書いたものをすぐ司令部に届けるよう命じられる。
偵察の報告を書き終え、ガリツェフの部屋で眠るイワンの手に水滴がしたたり落ちてくる。いつの間にかイワンは夢の中で井戸の底にいる。母とイワンが井戸をのぞき込む。「井戸が深いと日中でも星がみえるのよ」という母。「見えるよ ママ」と叫ぶイワン。井戸の底で水面で光るものを掬い上げようとしていると、母が落とした釣瓶桶がイワンの頭上に。井戸の脇に倒れている母。
翌日、司令部からホーリン大尉が迎えに来て、イワンとの再会を喜び、イワンを連れて司令部へと戻った。今回イワンがもたらした情報も極めて重要なものだったが、これ以上少年に危険な任務を続けさせることは出来ないとして、グリズヤノフ中佐はイワンに幼年学校へ入ることを命じる。しかし、イワンはそれを拒む。「戦争中に休むなんて役立たずだけだ」。回想シーンでは、家族を失う前の無垢なイワンの楽しげな姿が美しく描かれる。しかし、今のイワンをとらえているのは、家族を奪われた怒りとドイツへの復讐心だけだった。
ドイツ側への総攻撃を前に、二人の偵察兵がドイツ側に送られるが、二人は敵に見つかって殺害され、死体を晒しものにされてしまう。ホーリン大尉とカタソーニチは、イワンを船で対岸まで送る計画を立てる。ガリツェフはこれに反対するが、作戦前日に、ホーリンにカタソーニチの代わりに船に乗ることを頼まれる。実はカタソーニチはその日の敵襲で戦死していたのだが、ホーリンはそれをイワンに知られたくなかった。
イワン、ホーリン、ガリツェフの三人を乗せた小船は、夜陰に紛れて対岸へ渡る。この先は一人で行けるというイワンは、偵察兵の遺体をちゃんと埋葬してやって、と言い残して沼地を敵陣へと侵入していく。ホーリンとガリツェフは、偵察兵の遺体を回収し、敵の銃撃の中、自陣へと戻った。イワンはしかし戻っては来なかった。
時は流れ、ベルリンが陥落する。進駐してきたソビエト軍の中にガリツェフの姿がある。ガリツェフは捕虜収容所に入り、処刑されたソビエト側捕虜のファイルを一枚一枚丹念に調べるのだった。戦場の実態を知らないと自分をあざけりののしったイワンのことが、それでも忘れられなかったのだ。
しかしガリツェフはファイルの1枚を見て目をつぶり肩を落とす。敗色濃厚なドイツで敵兵に見つかり、軽んじられながら殺されたイワンの最期が、今のガリツェフには手に取るように思い浮かんだ。ガリツェフが発見したのは、最後まで敵をにらみつけているイワンの写真だったのだ...
水を飲み終えたイワンは、母と別れて友人たちと川辺で遊ぶ。イワンがかくれんぼのオニだ。妹を見つけたイワンは、水しぶきをあげながら妹を追いかける。妹に追いつき、追い越しても、さらに走り続けるイワン。走りながら手を伸ばした先には朽ち果てた木が立っていた。

## キャスト
| 役名             | 俳優                     | 日本語吹替 |
| ---------------- | ------------------------ | ---------- |
| イワン           | ニコライ・ブルリャーエフ | 野沢雅子   |
| ホーリン大尉     | ワレンチン・ズブコフ     | 中田浩二   |
| ガリツェフ中尉   | Ye. ジャリコフ           | 富山敬     |
| マーシャ         | V・マリャービナ          |            |
| イワンの母親     | イリーナ・タルコフスカヤ |            |
| グリャズノフ中佐 | ニコライ・グリニコ       | 家弓家正   |